# 阿古河畔维耶尔米
阿古河畔维耶尔米（法語：Vielmur-sur-Agout，法語發音：[vjɛlmyʁ syʁ aɡu(t)]；又称阿古河畔维耶勒米尔）是法国奧克西塔尼大區塔恩省的一个市镇，属于卡斯特尔区。

## 地理
阿古河畔维耶尔米（43°37'14"N, 2°5'22"E）面积11.61 平方千米，位于法国奧克西塔尼大區塔恩省，该省份为法国南部内陆省份，北起顺时针与阿韦龙省、埃罗省、奥德省、上加龙省和塔恩-加龙省接壤。
与阿古河畔维耶尔米接壤的市镇（或旧市镇、城区）包括：屈克、卡尔布、弗雷日维尔、容基耶尔、吉塔朗斯-拉尔巴雷德、皮洛朗斯、塞马朗斯。
阿古河畔维耶尔米的时区为UTC+01:00、UTC+02:00（夏令时）。

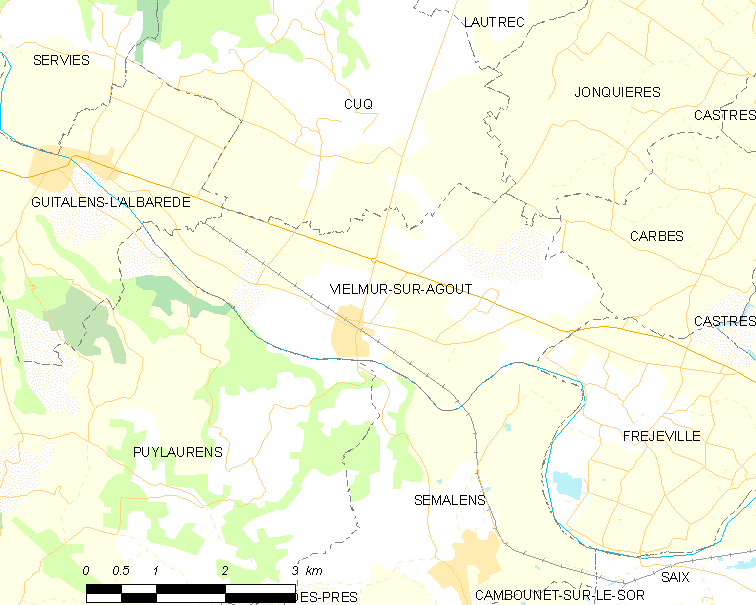
阿古河畔维耶尔米的OSM定位图

## 行政
阿古河畔维耶尔米的邮政编码为81570，INSEE市镇编码为81315。

## 政治
阿古河畔维耶尔米所属的省级选区为阿古平原县。

## 人口

1962-2008年间阿古河畔维耶尔米人口变化图示

阿古河畔维耶尔米于2022年1月1日时的人口数量为1377人。